# Rovsimsnäckor
Rovsimsnäckor (Underordning Gymnosomata) är en grupp simsnäckor (Ordning Pteropoda) som har en spolformig kropp och ett tydligt avsatt huvud. Ett äldre namn för Pteropoda i en del litteratur är vingfotingar. De pariga simflikarna hos rovsimsnäckor är dock en del av manteln. De är pelagiskt levande rovdjur som lever av fotsimsnäckor (Underordning Euthecosomata). Vid svenska västkusten finns två arter; Änglavinge, Clione limacina samt Bläckfisksnäcka, Pneumodermopsis paucidens.

## Familjer
- Superfamilj Clionoidea: 
  - familj Clionidae
  - familj Cliopsidae
  - familj Notobranchaeidae
  - familj Pneumodermatidae
- Superfamilj Hydromyloidea: 
  - familj Hydromylidae
  - familj Laginiopsidae